# Gelasio (vescovo)
Gelasio (IV secolo – 371) è stato un vescovo italiano.
Fu il terzo vescovo di Arezzo e resse la diocesi nel IV secolo, dopo la morte di san Donato.
Le notizie su questo vescovo che vengono tramandate sono soprattutto inerenti alla sepoltura del suo venerato predecessore. Secondo la Cronaca dei Custodi, un documento dell'XI secolo conservato nell'archivio capitolare della diocesi di Arezzo, questo vescovo costruì un piccolo oratorio sulla tomba di san Donato, sul colle del Pionta. Questa piccola cappella paleocristiana, conosciuta come "Oratorio di Gelasio" rimase in uso durante l'alto medioevo fino a quando fu eretta sullo stesso luogo la prima cattedrale di Arezzo.
Chi ritiene che san Donato sia morto martire attribuisce all'Oratorio di Gelasio la natura di memoria martiriale costruita dopo la fine della persecuzione di Diocleziano o dopo quella dell'imperatore Giuliano ma questa ipotesi è adesso ritenuta quasi senza fondamento.